# Christophe Prémont
Christophe Prémont, nacido el 22 de noviembre de 1989, es un exciclista belga, profesional entre 2011 y 2017. 

## Palmarés
2010 (como amateur)
- 1 etapa del Tour de Faso

2012
- Gran Premio del 1 de Mayo

2015
- 1 etapa del Giro del Friuli Venezia Giulia